# Jennifer Hopkins
Jennifer Hopkins (* 10. Februar 1981 in Kansas City, Missouri) ist eine US-amerikanische ehemalige Tennisspielerin.

## Karriere
Hopkins, die laut ITF-Profil für ihr Spiel Hartplätze bevorzugte, begann im Alter von sechs Jahren mit dem Tennissport.
In ihrer Profilaufbahn gewann sie einen Doppeltitel auf der WTA Tour sowie sieben Einzel- und fünf Doppeltitel auf dem ITF Women’s Circuit.

## Turniersiege

### Doppel
| Nr. | Datum        | Turnier   | Kategorie    | Belag | Partnerin       | Finalgegnerinnen              | Ergebnis      |
| --- | ------------ | --------- | ------------ | ----- | --------------- | ----------------------------- | ------------- |
| 1.  | 24. Mai 2002 | Straßburg | WTA Tier III | Sand  | Jelena Kostanić | Caroline Dhenin Maja Matevžič | 0:6, 6:4, 6:4 |

## Abschneiden bei Grand-Slam-Turnieren

### Einzel
| Turnier         | 1999 | 2000 | 2001 | 2002 | 2003 | 2004 | Karriere |
| --------------- | ---- | ---- | ---- | ---- | ---- | ---- | -------- |
| Australian Open | —    | —    | 1    | 2    | —    | 1    | 2        |
| French Open     | —    | 1    | 1    | 1    | —    | —    | 1        |
| Wimbledon       | —    | —    | 2    | 1    | —    | 2    | 2        |
| US Open         | 1    | 1    | 2    | 1    | —    | 1    | 2        |

### Doppel
| Turnier         | 2000 | 2001 | 2002 | 2003 | 2004 | 2005 | Karriere |
| --------------- | ---- | ---- | ---- | ---- | ---- | ---- | -------- |
| Australian Open | —    | —    | —    | 2    | 2    | 2    | 2        |
| French Open     | —    | —    | —    | —    | 2    | 1    | 2        |
| Wimbledon       | 1    | 1    | —    | —    | 1    | 2    | 2        |
| US Open         | —    | 1    | 2    | 1    | AF   | 1    | AF       |

## Privatleben
Am 8. Dezember 2006 heiratete Jennifer Hopkins den Tennisspieler Taylor Dent.